# 天主教海岸角總教區
天主教海岸角總教區（拉丁語：Archidioecesis a Litore Aureo）是加納一個羅馬天主教教省總教區，下轄兩個教區。是該國四個總教區之一。
1879年9月27日設立黃金海岸宗座監牧區，1901年5月25日升為代牧區。1950年4月28日升為總教區。
總教區範圍包括中部地區。2006年有教友293,131人（佔轄區總人口17.3%）、四十一個堂區、109名司鐸。現任教區總主教為瑪弟亞·恩西，其前任伯多祿·圖爾克森樞機目前是宗座正義和平委員會主席。